# ミネソタ・ユナイテッドFC
ミネソタ・ユナイテッドFC（Minnesota United FC）は、アメリカ合衆国ミネソタ州のミネアポリス・セントポール都市圏を本拠地とするプロサッカークラブ。

## 歴史
2009年12月、ナショナル・スポーツ・センター（NSC）はUSSF D-2 Pro参入を考えていた。当時、NSCをテナントとしていたミネソタ・サンダーは財政難に苦しんでいた。2010年1月、NSCはミネソタ・サンダーに代わる新チームを編成することを発表した。この時まだサンダーは正式に解散していなかったが、財政破綻に直面していた。2010年2月5日、NSCは新チーム名をNSCミネソタ（NSC Minnesota）、ニックネームをスターズ（Stars）とすることを発表した。
チームの初の公式戦は2010年4月11日のバンクーバー・ホワイトキャップス戦で、0-2で敗れた。次節のカロライナ・レイルホークス戦ではダニエル・ワッソンがチーム初ゴールを決め、1-0で勝利した。クリスタルパレス・ボルチモアやACセントルイスを相手に勝ち越し、初年度はUSLカンファレンス4位の成績を収めた。プレーオフ初戦のカロライナ・レイルホークス戦は38分にDFのアンドレス・アランゴがレッドカードで退場となり0-4と大敗した。2010年シーズン、チーム得点王は5得点を挙げたSimone BracalelloとBrian Cvilikasで、平均観客動員数は1,374人で、所属リーグの12チーム中10位だった。
2011年、スターズは2011年シーズンはもはやこのチームはNSCによって保有されないだろうと発表した。アメリカ合衆国サッカー連盟はクラブオーナーの基準を設け、2000万ドル以上の純資産を持つことが条件とされ、NSCは基準を満たしていなかった。NASLは3年間チームを保有することを認めた。チームは1試合平均の観客動員数の目標を1,000人とし、200万ドルの予算を設定した。その後6月5日には2位に着けていたが、4連敗を喫しスランプに陥り、レギュラーシーズン6位に終わった。しかし、プレーオフではシーズン首位のカロライナ・レイルホークスなど上位陣を破り、初優勝を果たした。この年のシーズン平均観客動員数は約1,700人であったが、プレーオフ準決勝では2,500人、決勝のホーム戦では4,511人の観客を集めた。
2012年1月9日、チームは新しいロゴとチーム名を発表した。NSCはチーム名から外され、ミネソタ・スターズFC（Minnesota Stars FC）に改められた。ロゴからもNSCが外され、州のモットーであるL’Étoile du Nord （北極星）が追加された。チームはオフシーズンに新オーナーを探し続け、2012年シーズンはヒューバート・H・ハンフリー・メトロドームにおいて8,693人の観衆の目の前で開幕した。同年11月9日、ビル・マグワイアがチームを買収したことが発表された。
2013年3月5日、チーム名を「ミネソタ・ユナイテッドFC」に改名した。
2017年シーズンよりメジャーリーグサッカー（MLS）に参入する。

## チームカラーとロゴ
チームのオフィシャルカラーは青とゴールドで、同州のサッカークラブ・ミネソタ・サンダーが主に青をチームカラーとして着ていた伝統に習っている。ロゴは、2012年以前は青とゴールドの2トーンの盾の上に星と「NSC Minnesota」の文字が書かれていた。その後クラブのサポーターグループによって新しいロゴが作成され、2012年1月に発表された。新ロゴからは「NSC」の文字が除かれ、州のモットーであるL’Étoile du Nord （北極星）が追加され、星の後ろにサッカーボールが描かれた。

## スタジアム

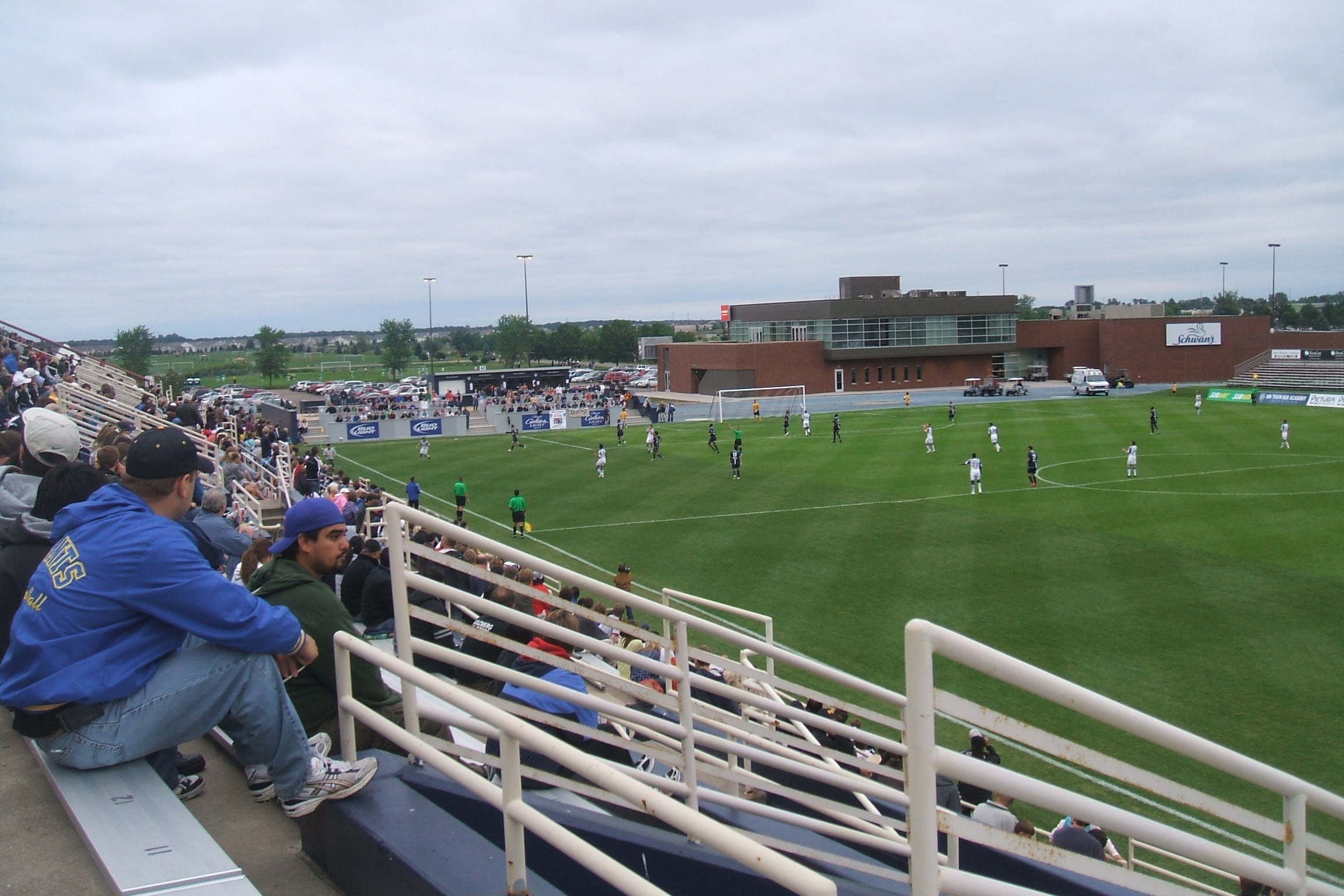
ナショナル・スポーツ・センター

- ナショナル・スポーツ・センター（NSC）（ブレイン）

2010-2012, 2013秋
- ヒューバート・H・ハンフリー・メトロドーム（ミネアポリス）

2013春
2010年以前はミネソタ・サンダーがNSCを使用していた。

## ライバル関係
ACセントルイスとの試合はかつて存在したミネアポリス・アンド・セントルイス鉄道（M&StL）にちなみ鉄道杯（Railway Cup）と呼ばれたが、2011年1月にセントルイスは解散してしまった。
2011年にはスターズとFCエドモントン両チームのサポーターによってフライオーバーカップ（Flyover Cup）が開催された。

## タイトル

### 国内タイトル
- MLSカップ：0回
  - なし

- サポーターズ・シールド：0回
  - なし

- USオープンカップ：0回
  - なし

### 国際タイトル
- リーグスカップ：0回
  - なし

- CONCACAFチャンピオンズカップ：0回
  - なし

- FIFAクラブワールドカップ：0回
  - なし

## 過去の成績
| 年   | ディビジョン | ディビジョン | ディビジョン | ディビジョン | ディビジョン | ディビジョン | ディビジョン | ポジション | ポジション | プレーオフ | USオープンカップ | 平均観客数 |
| 年   | 試           | 勝           | 分           | 敗           | 得           | 失           | 点           | レギュラー | 全体       | プレーオフ | USオープンカップ | 平均観客数 |
| ---- | ------------ | ------------ | ------------ | ------------ | ------------ | ------------ | ------------ | ---------- | ---------- | ---------- | ---------------- | ---------- |
| 2017 | 34           | 10           | 18           | 6            | 47           | 70           | 36           | 西9位      | 19位       | -          | 4回戦敗退        | 20,538     |
| 2018 | 34           | 11           | 20           | 3            | 49           | 71           | 36           | 西10位     | 18位       | -          | ベスト16         | 23,902     |
| 2019 | 34           | 15           | 11           | 8            | 52           | 42           | 53           | 西4位      | 7位        | 1回戦敗退  | 準優勝           | 19,723     |
| 2020 | 21           | 9            | 5            | 7            | 36           | 26           | 34           | 西4位      | 9位        | C-準優勝   | -                | N/A        |
| 2021 | 34           | 13           | 11           | 10           | 42           | 44           | 49           | 西5位      | 11位       | 1回戦敗退  | -                | 14,381     |

| 年   | リーグ       | レギュラー シーズン | プレーオフ | USオープンカップ | 平均観客数 |
| ---- | ------------ | ------------------- | ---------- | ---------------- | ---------- |
| 2010 | USSF D-2 Pro | USL4位 (総合7位)    | ベスト8    | 2回戦敗退        | 1,374      |
| 2011 | NASL         | 6位                 | 優勝       | -                | 1,676      |
| 2012 | NASL         | 6位                 | 準優勝     | 4回戦敗退        | 2,651      |
| 2013 |              |                     |            |                  |            |
| 2014 |              |                     |            |                  |            |
| 2015 |              |                     |            |                  |            |
| 2016 |              |                     |            |                  |            |

## 現所属メンバー
2023年8月3日現在
注：選手の国籍表記はFIFAの定めた代表資格ルールに基づく。
| No. | Pos. |                  | 選手名                   |
| --- | ---- | ---------------- | ------------------------ |
| 1   | GK   | アメリカ合衆国   | クリント・アーウィン     |
| 2   | DF   | アメリカ合衆国   | デヴィン・パデルフォード |
| 3   | DF   | プエルトリコ     | ザレク・ヴァレンティン   |
| 4   | DF   | メキシコ         | ミゲル・タピアス         |
| 6   | DF   | スウェーデン     | ミカエル・マルケス       |
| 7   | FW   | アルゼンチン     | フランコ・フラガパーネ   |
| 8   | MF   | ホンジュラス     | ジョセフ・ロサレス       |
| 10  | MF   | アルゼンチン     | エマヌエル・レイノソ     |
| 11  | MF   | 大韓民国         | ジョン・サンビン         |
| 12  | DF   | マリ共和国       | バカイェ・ディバッシ     |
| 13  | GK   | アメリカ合衆国   | エリック・ディック       |
| 14  | DF   | アメリカ合衆国   | ブレント・カルマン       |
| 15  | DF   | ニュージーランド | マイケル・ボクソール     |
| 17  | MF   | フィンランド     | ロビン・ロド             |

| No. | Pos. |                  | 選手名                   |
| --- | ---- | ---------------- | ------------------------ |
| 18  | MF   | リビア           | イスマエル・タジューリ   |
| 20  | MF   | アメリカ合衆国   | ウィル・トラップ         |
| 21  | FW   | 南アフリカ共和国 | ボンゴクレ・フロングワネ |
| 22  | FW   | フィンランド     | テーム・プッキ           |
| 23  | FW   | アメリカ合衆国   | キャメロン・ダンバー     |
| 26  | DF   | 南スーダン       | リエン・ジバ             |
| 27  | DF   | アメリカ合衆国   | D.J.テイラー             |
| 28  | FW   | コロンビア       | メンデル・ガルシア       |
| 31  | MF   | アメリカ合衆国   | ハッサニ・ドットソン     |
| 33  | MF   | ホンジュラス     | ケルビン・アリアガ       |
| 42  | FW   | ナイジェリア     | エマヌエル・アイウェ     |
| 97  | GK   | カナダ           | デイン・セント・クレア   |
| 99  | GK   | アメリカ合衆国   | フレッド・エミングス     |
| --  | DF   | イングランド     | イーサン・ブリストー     |
| --  | MF   | スロバキア       | ヤーン・グレグシュ       |

監督
- エイドリアン・ヒース

## 歴代監督
- マニー・ラゴス 2010-2015
- カール・クレイグ 2015-2016
- エイドリアン・ヒース 2017-

## 歴代所属選手
- 高雷雷 2010
- 高田健太郎 2010-2014
- ブライアン・カルマン 2010-2015
- ミゲル・イバーラ 2012-2015, 2017-2019
- イブソン・バレット・ダ・シウヴァ 2015-2018